# ギャングス
ギャングスは、かつてジャニーズ事務所に所属していたアイドルグループ・兼バンドグループである。　「リトル・ギャング」や「白虎隊」の後身であり、「ANKH」の前身となったグループ。

## メンバー
結成メンバー
- 松原秀樹 （まつばら ひでき、1961年11月2日 - ）大阪府大阪市出身、ベース担当。愛称：ひでき。
- 大野祥孝 （おおの よしたか、1962年2月15日 - ）東京都練馬区出身、キーボード担当。愛称：おーちゃん。
- 曽我泰久 （そが やすひさ、1963年1月7日 - ）東京都北区出身、ギター担当。愛称：やっちん。
- 長谷部徹 （はせべ とおる、 1963年6月21日 - ）千葉県習志野市出身、ドラム担当。

途中から参加したメンバー
- 伊藤栄悟 （いとう えいご、1959年5月4日 - ）
愛知県名古屋市生まれ、長野県松本市育ち。1978年からグループに参加。
- 柴谷英樹 （しばや ひでき、現・東真司、1960年11月21日 - ）
東京都小平市出身、グループ後期に参加。

サポートメンバー
- 田原俊彦 （たはら としひこ、1961年2月28日 - ）

## 概要
- 1976年に、元「リトル・ギャング」の松原・曽我と、元「白虎隊」の大野・長谷部が合体する事で結成し、川崎麻世のバックバンドとして活動。 また、渋谷哲平のバックも時折担当した。
- バックバンドの活動以外にも、1976年に「ジャニーズ少年団」の一員として、日本テレビの早朝子供番組『おはよう!こどもショー』のオープニングテーマや挿入歌を発表したり、テレビ朝日にて放送されていた子供番組『とびだせ!パンポロリン』に、歌のお兄さん役でレギュラー出演し、子供向けの歌を唄うアイドルグループとしての側面を見せていた。途中、メンバーの松原がドラマ『ゆうひが丘の総理大臣』の撮影で忙しくなると、まだ『3年B組金八先生』でデビューする前だった田原俊彦が、松原の代役で出演していた。
- 『ヤンヤン歌うスタジオ』（テレビ東京）にもレギュラー出演。この番組では、バックダンサーとして出演。榊原郁恵の『いとしのロビン・フッドさま』などでもバックを務めた。
- 1978年、音楽経験が豊富だった伊藤栄悟が新たに加入。 同年10月28日 - 29日には5人のメンバーで日劇『ヤング!ロックン・ロール・フィーバー　麻世 vs レイジー』に出演し、川崎麻世のバックバンドを務める。
- グループ最後期の1980年、更に新メンバーとして、ボーカル担当の柴谷英樹を迎える。その後まもなくしてバンド名を「ANKH」に変え、1980年に『24時間テレビ 「愛は地球を救う」3』のイメージソング「イマジネーション」で、フォーライフ・レコードからレコードデビューを果たした。

## エピソード
- 楽器パートは、大野がギター、長谷部がドラムというのは最初から決まっていたが、残りのパート（ギターとベース）を決める際、松原と曽我の間で「ベースなんて地味だから嫌だ」と、ギターを取り合って喧嘩になった。そして最終的にジャンケンの3回勝負をして曽我が勝ち、松原がベース、曽我がギターに決まった。

## 主な出演作品

### バラエティ番組
- とびだせ!パンポロリン （テレビ朝日）
- ヤンヤン歌うスタジオ （テレビ東京）

### ステージ
- JOE vs JJS ＋ GANGS　1976 サマー・ビッグ・シティ・コンサート（1976年8月9日 - 23日）
- 第56回 日劇ウエスタン・カーニバル（1976年8月24日 - 28日、日本劇場）
- ジャニーズ・ジュニア　Jump up スターパレード ’77（1977年冬）
- ヤング！ロックン・ロール・フィーバー　麻世 vs レイジー（1978年10月28日＆29日、川崎麻世のバックバンドとして出演。日本劇場）

## ディスコグラフィ

### シングル
- 『巨人の好きな子この指とまれ』（1976年10月、日本コロムビア）
※B面曲の『あいつの机』を歌っているのは、ジャニーズ少年団ではなく、ささきいさお。

### アルバム
- 『とびだせ!パンポロリン 思い出のアルバム』
（1980年3月1日。かおりくみことの共演曲『とびだせ!パンポロリン』を収録）

### 未音盤化曲
- 『おはよう!グッドモーニング』（1976年）
「ジャニーズ少年団」名義の楽曲。 作曲：ミッキー吉野。日本テレビ『おはよう!こどもショー』のオープニングテーマだったが、レコード化はされなかった。
- かわいいマリリンモンロー
他多数